# Lohmannia guzhangensis
Lohmannia guzhangensis är en kvalsterart som beskrevs av Hu och Xiaolin Wang 1989. Lohmannia guzhangensis ingår i släktet Lohmannia och familjen Lohmanniidae. Inga underarter finns listade i Catalogue of Life.